# メネフィーケラトプス
メネフィーケラトプス(Menefeeceratops、「メネフィー累層の角のある顔」の意味)は、後期白亜紀カンパニアンのアメリカ合衆国ニューメキシコ州に生息していた角竜類ケラトプス類の恐竜の属の一つ。既知の中で最も古いセントロサウルス亜科であり、イェフエカウケラトプスやクリッテンデンケラトプスのようなナストケラトプス族に近縁である。

## 記載
メネフィーケラトプスの模式標本は20年以上前にアメリカ合衆国ニューメキシコ州のメネフィー累層アリソン部層で発見、記載された化石で構成されているが、同層で同じ動物のものと思われる骨が新たに発掘され、これまで考えられていた形態が再解釈されたことに加え、追加標本によって系統的位置付けに新たな情報がもたらされた。Dalman らはこれらの新たな知見によりこの標本を再評価し、2021年に新属新種としてメネフィーケラトプス・セアレイを提唱した。この種はセントロサウルス亜科の最古のものである可能性がある。ホロタイプは頭骨および体骨格で構成されている。その頭骨は、左前上顎骨の一部、 ほぼ完全な左後眼窩角、頭頂骨の断片、左右の鱗状骨、左頬骨、前歯骨、左の歯骨からなる。体骨格要素は、2つの頚椎、8つの胴椎、6つの仙椎を含む部分的な仙骨、11個の肋骨、左橈骨遠位部、左尺骨近位部および遠位部、左大腿骨、左第2中足骨からなる。本種の有効性は、以下の形態的特徴の組み合わせによって裏付けられている。縁頭頂骨がないこと（マカイロケラトプスと共通）、3つの縁鱗状骨があること、および第1縁鱗状骨の一部に3つの小さな二次的な隆起があることなどである。また、鱗状骨の後縁には2つの同じ大きさの凹みがあり、背側の凹み（第1・2列目の間）は腹側の凹み（第2・3列目の間）よりも明らかに大きい、鱗状骨の外側（背側）に3つの隆起がある、鱗状骨の後部は細長い。鱗状骨の内側表面には浅いが明瞭な溝があり、腹側縁と腹側後方はほぼ平行であること、細長い後眼窩角は外側前方に湾曲していること、歯骨の外側表面にある2つの細長い隆起は前方に向かって分岐し、明瞭な前三角窩を形成していることなどが挙げられる。

系統解析では、メネフィーケラトプス・セアレイはクリッテンデンケラトプス・クルジザノウスキィに最も近縁とされた。これにより北米西部で発見された基盤的セントロサウルス亜科の記録が増えた。また、白亜紀後期のララミディア大陸におけるこれらの動物の年代的・古生物地理的分布や、異なる種における形態の多様性に関する重要な発見となった。また、セントロサウルス亜科の中でも最古の種の一つであることから、セントロサウルス亜科は北米西南部やロッキー山脈南部で発生し、その後、カンパニアン中期後半に北方へ移動したと考えられる。